# Amy Carlson
Amy Lynn Carlson (Glen Ellyn, 7 luglio 1968) è un'attrice statunitense, attiva prevalentemente in campo televisivo.

## Biografia
Tra cinema e televisione, ha partecipato sinora - a partire dall'inizio degli anni novanta - ad una trentina di produzioni.

Tra i suoi ruoli principali, figurano quello di Josephine "Josie" Watts Sinclair nella soap opera Destini (Another World, 1993-1998), quello di Alex Taylor nella serie televisiva Squadra emergenza (Third Watch, 2000-2003), quello di Kelly Gaffney nella serie televisiva Law & Order - Il verdetto  (Law & Order: Trial by Jury), 2005-2006) e quello di Linda Reegan nella serie televisiva Blue Bloods (2010-2017).
È la moglie del bassista dei Les Savy Fav Syd Butler.

## Filmografia parziale

### Cinema
- The Babe - La leggenda (The Babe), regia di Arthur Hiller (1992)
- Everything Put Together (Tutto sommato) (Everything Put Together), regia di Marc Forster (2000)
- Winning Girls Through Psychic Mind Control, regia di Barry Alexander Brown (2002)
- Anamorph - I ritratti del serial killer (Anamorph), regia di Henry Miller
- Trio, regia di Danny Aiello III - cortometraggio (2010)
- Lanterna verde (Green Lantern), regia di Martin Campbell (2011)
- Landline, regia di Gillian Robespierre (2017)

### Televisione
- Una sporca eredità (Original Sin) (1992)
- Persone scomparse (Missing Persons) - serie TV, 3 episodi (1993)
- The Untouchables - serie TV, 3 episodi (1993-1994)
- Destini (Another World) - soap opera (1993-1998)
- La guerra del Golfo (Thanks of a Grateful Nation) (1998)
- Sentieri (Guiding Light) - soap opera (1998) - Harley Cooper
- Più forte ragazzi (Martial Law) - serie TV, 1 episodio (1999)
- Get Real - serie TV (1999-2002)
- Squadra emergenza (Third Watch) - serie TV, 50 episodi (2000-2003)
- New York Police Department - serie TV, 1 episodio (2000)
- Women (If These Walls Could Talk 2, 2000)
- Falcone - serie TV (2000)
- CSI - Scena del crimine (CSI - Crime Scene Investigation) - serie TV, 1 episodio (2000)
- Law & Order - Unità vittime speciali (Law & Order: Special Victims Unit) - serie TV, episodio 2x07 (2000)
- E.R. - Medici in prima linea (ER) - serie TV, 1 episodio (2000)
- Stella Shorts 1998-2002 (2002)
- Peacemakers - Un detective nel West (Peacemakers) - serie TV, 9 episodi (2003)
- Law & Order - I due volti della giustizia (Law & Order) - serie TV, 1 episodio (2004)
- Franklin Charter (2005)
- Drift (2006)
- Law & Order - Il verdetto (Law & Order: Trial by Jury) - serie TV, 13 episodi (2005-2006)
- Il giorno del ricatto (The Kidnapping, 2007)
- NCIS - Unità anticrimine (NCIS) - serie TV, episodio 5x10 (2007)
- Criminal Minds - serie TV, 1 episodio (2008)
- Fringe - serie TV, 1 episodio (2010)
- Blue Bloods - serie TV, 155 episodi (2010-2017)
- Too Big to Fail - Il crollo dei giganti  (Too Big to Fail, 2011)
- Un amore di mezza estate (A Midsummer's Hawaiian Dream, 2016)

## Premi e riconoscimenti
- 1998: Nomination al Daytime Emmy Award come miglior attrice non protagonista per il ruolo di Josie Watts in Destini[4]

## Doppiatrici italiane
Nelle versioni in italiano delle opere in cui ha recitato, Amy Carlson è stata doppiata da:
- Alessandra Korompay in Blue Bloods,[5] FBI: Most Wanted
- Laura Boccanera in Peacemakers - Un detective nel West[6]
- Monica Gravina in Law & Order - Il verdetto[7]
- Eleonora De Angelis in Anamorph - I ritratti del serial killer[8]
- Emanuela Baroni in Fringe
- Alessandra Chiari in Un amore di mezza estate
- Alessandra Eleonori in Natural Selection
- Daniela Abbruzzese in Law & Order: Unità Speciale